# Julian Schieber
Julian Schieber (ur. 13 lutego 1989 w Backnang) – niemiecki piłkarz, który grał na pozycji napastnika. Były młodzieżowy reprezentant Niemiec.
W swojej karierze występował m.in. w takich klubach jak: Borussia Dortmund, VfB Stuttgart czy Hertha BSC.

## Kariera klubowa
Karierę piłkarską Schieber rozpoczął w amatorskich klubach SV Unterweissach i TSG Backnang. Następnie w 2006 roku rozpoczął treningi w juniorach VfB Stuttgart. W 2008 roku awansował do dorosłej drużyny VfB. 16 grudnia 2008 zadebiutował w pierwszym zespole VfB, w meczu Bundesligi, wygranym 3:0 na wyjeździe z Energie Cottbus. W debiutanckim sezonie rozegrał 12 meczów w pierwszej drużynie VfB i 18 meczów w rezerwach (i 9 goli). Z kolei w sezonie 2009/2010 wystąpił 19 razy w lidze i strzelił dla VfB 3 gole. Swojego debiutanckiego gola w Bundeslidze strzelił 15 sierpnia 2009 w spotkaniu z SC Freiburg (4:2).
Latem 2010 roku Schieber został wypożyczony do innego pierwszoligowca 1. FC Nürnberg. W zespole Nürnberg zadebiutował 21 sierpnia 2010 w zremisowanym 1:1 wyjazdowym meczu z Borussią Mönchengladbach. W Nürnberg tworzył linię ataku z Christianem Eiglerem.
01.07.2012 roku został piłkarzem Borussii Dortmund. W pierwszej rundzie sezonu 2012/2013 Bundesligi pełnił głównie rolę rezerwowego. W fazie grupowej Ligi Mistrzów strzelił zwycięską bramkę z Manchesterem City na 1:0.
3 lipca 2014 roku podpisał 4-letni kontrakt z Herthą Berlin.
Statystyki kariery klubowej:
| Sezon   | Klub              | Kraj   | Rozgrywki  | Mecze | Bramki |
| ------- | ----------------- | ------ | ---------- | ----- | ------ |
| 2008/09 | VfB Stuttgart     | Niemcy | Bundesliga | 12    | 0      |
| 2008/09 | VfB Stuttgart II  | Niemcy | 3. Liga    | 18    | 9      |
| 2009/10 | VfB Stuttgart     | Niemcy | Bundesliga | 19    | 3      |
| 2009/10 | VfB Stuttgart II  | Niemcy | 3. Liga    | 5     | 4      |
| 2010/11 | 1. FC Nürnberg    | Niemcy | Bundesliga | 29    | 7      |
| 2011/12 | VfB Stuttgart     | Niemcy | Bundesliga | 18    | 3      |
| 2012/13 | Borussia Dortmund | Niemcy | Bundesliga | 23    | 3      |
| 2013/14 | Borussia Dortmund | Niemcy | Bundesliga | 12    | 0      |
| 2014/15 | Hertha BSC        | Niemcy | Bundesliga | 16    | 7      |
| 2015/16 | Hertha BSC        | Niemcy | Bundesliga | 6     | 0      |
| 2016/17 | Hertha BSC        | Niemcy | Bundesliga | 18    | 3      |
| 2017/18 | Hertha BSC        | Niemcy | Bundesliga | 3     | 0      |
| 2018/19 | FC Augsburg       | Niemcy | Bundesliga | ?     | ?      |

stan na 2018

## Kariera reprezentacyjna
W reprezentacji Niemiec U-21 Schieber zadebiutował 4 września 2009 w wygranym 6:0 meczu z San Marino, w którym zdobył 2 gole. Ogółem w kadrze U-21 rozegrał 7 meczów i strzelił 5 goli.

## Sukcesy

### Borussia Dortmund
- Superpuchar Niemiec: 2013/14
- Wicemistrz Niemiec: 2012/13, 2013/14
- Finalista Ligi Mistrzów: 2012/13
- Uczestnik Ligi Mistrzów: 2012/13, 2013/14

### VfB Stuttgart
- Uczestnik Ligi Mistrzów: 2009/10[2]